# Ronnie Lee
Ronnie Lee (født 1951)  er en britisk dyreretsaktivist og grundlægger af Animal Liberation Front.

## Grundlæggelsen af ALF
Lee var medlem af Hunt Saboteurs Association i 1970'erne, og dannede en udløber som han kaldte Band of Mercy. Det oprindelige Band of Mercy blev startet af en gruppe aktivister i England i 1824 for at modarbejde rævejagten ved at udlægge falske duftspor og blæse i jagthorn. Lee og en anden aktivist, Cliff Goodman, genbrugte navnet i 1972, og begyndte at angribe jægeres køretøjer. De fortsatte med at angribe farmaceutiske laboratorier og sælfangeres både, og 10. november 1973 satte de ild til en bygning i Milton Keynes med det mål at gøre forsikringer uoverkommelige for de industrier som de mente udnyttede dyr, en strategi som ALF stadig den dag i dag arbejder efter. 
I august 1974 blev Lee og Goodman arresteret for at have deltaget i et angreb på Oxford Laboratory Animal Colonies i Bicester, som gav dem tilnavnet "The Bicester Two." De blev hver idømt tre års fængsel, men blev frigivet efter at have siddet inde et år. Efter sin løsladelse skulle Goodman angiveligt være blevet den første politistikker indenfor dyreretsbevægelsen nogensinde.  Da Lee blev løsladt blev han dog mere militant end tidligere, og organiserede sammen med 30 andre aktivister at starte en ny kampagne for dyrenes frigørelse. I 1976 navngav han kampagnen Animal Liberation Front. 

## Historien om "Valerie"
I Free the Animals (2000) beskriver Ingrid Newkirk den angiveligt sande historie om hvordan en af de første ALF aktivister opsatte en celle i USA, og hvordan hun blev hjulpet af Lee.  Aktivisten, som Newkirk kalder "Valerie", fløj til London i starten af 1980'erne for at søge Lee's hjælp. Hun fik kontakt til ham ved en aftale om et interview af Kim Stallwood.  Valerie lod som om hun skulle skrive en artikel om dyreret, og spurgte Stallwood om han vidste hvordan man kunne komme i kontakt med Lee, da hun også gerne ville interviewe ham. Stallwood fortalte hende at BUAV lod Lee's "frivillige" benytte et kontor i BUAV's bygning, fordi Lee lige var blevet løsladt fra fængslet. Stallwood understregede at Lee og BUAV ikke var enige om brugen af direkte aktion. 
Newkirk beskriver hvordan Stallwood introducerede Valerie til Lee i en nærliggende pub. Før han gik med til at tale med hende, bad Lee om Valeries tegnebog, som han tjekkede indeholdet af, hun skulle tage sin jakke af, stille sig op og løfte sin trøje op til over maven.  Da han var sikker på at hun ikke optog samtalen, fortalte han at han kunne arrangere det så hun kunne komme med på et ALF aktivist-træningskursus i det nordlige England. Da de skiltes nægtede han at give hende hånden, fordi han sagde at han ikke ville gøre noget som kunne se ud som om de slog en handel af. "Hvad du gør er vores håndtryk," sagde han til Valerie.  Newkirk beskriver hvordan deltagerne i træningskurset ikke kendte hinandens rigtige navne, og udelukkende brugte kodenavne, mens Lee var den eneste person som kendte alles identitet. 

## Fængsling
Lee blev ALF's presseansvarlige på fuld tid i 1980'erne, og blev i forbindelse med dette idømt ti års fængsel i 1986. Mens han var i fængsel grundlagde han Arkangel, som er et magasin om dyrs frigørelse. Han blev løsladt i 1992 efter at have været fængslet seks år og otte måneder. 

## Overbevisning
Lee har skrevet at dyrenes frigørelse kræver udbredte, radikale ændringer i den måde mennesker lever på.
| Citat                           | Ægte dyrefrigørelse vil ikke blot komme gennem ødelæggelsen af de Dachau'er og Buchenwald'er som besætterne har bygget til deres ofre, men kræver intet mindre end at man skal drive den menneskelige race tilbage til de grænser der var før invasionen. Så hvad betyder dette i praksis? Det betyder enden på miljøforureningen og det industrisamfund som skaber den. Enden på ting som den private bil. Enden på landbrugsmetoder som er baserede på pesticider, kunstig gødning og anden gift. Enden på byer og store urbane bydannelser, der er som ørkener for de fleste vilde dyreracer. Enden på landbrug i stor skala [...] Og måske vigtigst af alt, et drastisk fald i antallet af mennesker. Den radikale amerikanske miljøgruppe Earth First! har vurderet at det rette antal mennesker globalt bør være omkring 50 millioner. I dag bor der flere end det bare i Storbritannien. | Citat |
| Ronnie Lee i magasinet Arkangel | |       |

## Nuværende aktivisme
Lee holder angiveligt lav profil i England.  Hans deltagelse i dyreretsbevægelsen er i øjeblikket begrænset til at give udtalelser til nyheder om ALF's aktioner, udtrykke syn som ofte er mere militante end Animal Liberation Press Office's officielle udtalelser. For eksempel erklærede han i 2001 sin fulde støtte til et væbnet angreb på en ledende person i Huntingdon Life Sciences. 

## Fodnoter
1. ↑  "Quotes" Arkiveret 19. juli 2011 hos  Wayback Machine, Animalliberationfront.com.
2. 1 2 3  Best, Steven. Terrorists or Freedom Fighters? Lantern Books, 2004, ISBN 1-59056-054-X, s. 20.
3. 1 2 3 4 5 6  Newkirk, Ingrid. Free the animals s. 37-42. Lantern Books, 2000. ISBN 1-930051-22-0
4. ↑  "Ronnie Lee Fighting Talk: an interview with Arkangel" Arkiveret 27. september 2007 hos  Wayback Machine, Arkangel, udgave 25.
5. ↑  Lee, Ronnie. "Animal liberation but not too much?", Arkangel, spring 1990.
6. 1 2  "Ronnie Lee", MIPT Terrorism Database.